# Зелень (геральдика)
Зе́лень или изумру́д (фр. sinople, фр. и англ. vert) — традиционное название для зелёного цвета и его оттенков в геральдике. До середины XIV века термин «vert» также означал красный цвет.
В геральдической литературе именуется также: изумруд, зелёный, изумрудный. В гербах принцев выражается термином «Venus», в гербах пэров — «emerald», во всех прочих «sinople».

## Шраффировка
Графически в чёрно-белом варианте цвет обозначается диагональными линиями геральдически справа (из левого верхнего угла в правый нижний). Также может передаваться аббревиатурой v.' / Vt., рус. зел.

## Символика цвета
Этот цвет символизирует землю, покрытую травой, луга (именно этим некоторые геральдисты объясняют высокую частоту встречаемости зелёного в голландских гербах. На самом деле это обуславливается тем, что ливреи графов Фландрии были зелёными, впоследствии зелёный цвет стал цветом униформы голландского морского флота). Зелёный цвет олицетворяет такие понятия, как: любовь, дружба, изобилие, вежливость и обходительность, воспитание и честь, стремление к победе.
На рыцарских турнирах зелёный цвет обозначал надежду (что касается рыцарских турниров в Италии, то зелёно-жёлтый цвет или наполовину зелёные ленты символизировали слабую, умирающую надежду, близкую к отчаянию). Странствующие рыцари предпочитали именно зелёное облачение. Зелёный цвет ассоциируется с изумрудом или смарагдом (старинное название изумруда), а также с планетой Венерой. Зелёные геральдические фигуры присутствовали в одеянии королей и принцев, назывались «изумрудом» или «Венерой» («emerald»). Когда речь шла об одежде простых дворян, то использовался просто «зелёный цвет» («vert»).
Зелёный цвет — один из наиболее редких цветов, в геральдике он появился довольно поздно (первое документальное свидетельство относится к 1415 году). На европейских флагах этот цвет также можно встретить не часто, в отличие от мусульманских стран, где зелёный цвет считается цветом пророка.
Французский термин «sinople», заменил ранее существующую форму «prasina» (цвет одной из римских и византийских общественных объединений — прасинов). Некоторые исследователи считают, что этот термин ведёт своё происхождение от названия турецкого города Синоп, расположенного на Чёрном море, где было много зелёных лесов. Именно эта местность была богата месторождениями тёмно-красного кварца, железистого минерала, из которого добывалась охра — природный пигмент, который смешивался с травной зеленью.
В средневековой астрономии зелёному цвету соответствовала планета Венера.